# ネリー・アダムソン・ランドリー
ネリー・ジャンヌ・アダムソン・ランドリー（Nelly Jeanne Adamson Landry, 1916年12月28日 - 2010年2月22日）は、フランスの女子テニス選手。1948年の全仏選手権女子シングルス優勝者である。彼女はベルギーのブルッヘでベルギー人の両親の間に生まれ、最初はベルギー国籍の選手としてプレーした。旧姓「ネリー・アダムソン」というが、1937年にフランスの男子テニス選手であるピエール・ランドリーと結婚し、これによりフランス市民となった。 左利きの選手で、身長は160cmほどの小柄な体格だったが、攻撃的なボレーと低く弾むフォアハンド・ストロークを得意にした。

## 来歴
ネリー・アダムソンは1933年のウィンブルドン選手権でテニス界にデビューし、全仏選手権には1934年から出場し始めた。1937年、フランスの元デビスカップ代表選手だったピエール・ランドリーと結婚する。結婚の翌年、ネリー・ランドリーは1938年全仏選手権で女子シングルス・女子ダブルスの2部門決勝進出を果たすが、ここでは両部門とも準優勝に終わった。シングルス決勝ではシモーヌ・マチューに 0-6, 3-6 で敗れ、ダブルス決勝でもランドリーとアーレット・ハルフ（Arlette Halff）の組は、マチューとビリー・ヨークの組に敗れた。第2次世界大戦前の全仏選手権は1939年まで実施されたが、世界大戦勃発のため開催中止となり、終戦後1946年から再開された。
終戦後最初の全仏選手権で、ランドリーは第13シードに選ばれ、ドロシー・バンディ（アメリカ）との準々決勝まで勝ち進んだ。それから2年後、1948年全仏選手権でランドリーは10年ぶり2度目の女子シングルス決勝に進み、第4シードのシャーリー・フライを 6-2, 0-6, 6-0 で破り、「31歳5ヶ月」で初優勝を達成した。（これは当時の全仏女子シングルス最年長優勝記録であったが、10年後の1958年にハンガリーのジュジャ・ケルメツィが「33歳9ヶ月」で優勝した。）全仏優勝の後、ランドリーはウィンブルドン選手権で初のベスト8に進出し、ドリス・ハートに 0-6, 2-6 で完敗した。翌年の1949年全仏選手権で、ランドリーは2年連続3度目の決勝戦に勝ち進んだが、ここでマーガレット・オズボーンに 5-7, 2-6 で敗れ、大会連覇を逃した。
その後も彼女は全仏選手権で息長く好成績を出し、1951年・1953年にベスト8、1954年にベスト4進出があった。なお、1949年の全仏準優勝時に彼女の名前は旧姓の「ネリー・アダムソン」に戻ったが、その事情は明らかではない。1956年、彼女は40歳で「プロテニス選手」に転向した。
その後の生涯については、不明な点が多く彼女は2010年2月22日に93歳で死去した。